# Have You in My Wilderness
Have You in My Wilderness è il quarto album in studio della musicista statunitense Julia Holter, pubblicato il 25 settembre 2015 dalla Domino Recording Company. Co-prodotto da Holter e Cole M.G.N., l'album è stato preceduto dai singoli Feel You e Sea Calls Me Home. Successivamente alla sua uscita, sono stati pubblicati altri due video per le tracce Silhouette e Everytime Boots.
L'album è stato accolto da un ampio consenso della critica, posizionandosi in alto su diverse classifiche di fine anno di vari critici musicali, aumentando significativamente la visibilità di Holter.

## Scrittura dei brani
A differenza del precedente album in studio di Holter, Loud City Song (2013), un concept album liberamente ispirato al film del 1958, Gigi, Have You in My Wilderness non è legato da una narrazione unificata. Prima dell'uscita dell'album, Holter ha osservato: "È più simile a Ekstasis rispetto all'ultimo disco. [...] Per me è più facile creare questa storia singola che lega tutto insieme, quindi è stato più difficile fare questo disco: fare qualcosa in cui devo inventare storie per ogni canzone".
Riguardo al processo di scrittura dei testi, Holter ha dichiarato: "Fondamentalmente scrivo seguendo un flusso di coscienza fino a un certo punto, lascio che la canzone vada dove vuole. Non penso che sia un'idea nuova, affatto, ma penso che forse lo faccio in modo estremo". Sia Sea Calls Me Home che Betsy on the Roof furono scritte anni prima della registrazione e spesso eseguite durante le esibizioni dal vivo di Holter. Lucette Stranded on the Island fu influenzata dalla novella di Colette, Chance Acquaintances, mentre il personaggio ricorrente della narrativa di Christopher Isherwood, Sally Bowles, influenzò la scrittura di How Long?.
Holter cita la canzone di Scott Walker, Duchess, come una delle principali influenze per l'album, osservando: "In qualche modo quella canzone cattura ciò che stavo cercando di fare a un livello più ampio: questo caldo, dorato gruppo di canzoni d'amore. Questo è ciò che avevo in mente, [ma] alla fine non credo che emerga del tutto".

## Registrazione
Il processo di registrazione di Have You in My Wilderness ha richiesto molto più tempo del previsto: "Ci è voluto davvero tanto tempo. Abbiamo dovuto registrare molte volte. È stato frustrante. L'ultimo è stato così facile da fare, in un certo senso, e questo disco è stato un bambino difficile. È stato davvero difficile". Holter attribuisce al produttore Cole M.G.N. il merito di aver messo in primo piano la sua voce nell'album: "[Lui] mi ha spinto davvero a far emergere la voce. Mi ha spinto a mettere davvero in evidenza la voce perché tendo a non farlo. Di solito mi piace nascondere la mia voce dietro la musica".
Holter ha registrato l'album con l'idea di ampliare il suo sound: "Tutti i miei progetti sono molto diversi, nella mia mente, ma questo sta seguendo la tradizione della ballata anni '60. Volevo davvero avere questo grande suono, anche se non significa che farò di nuovo musica che suona così".

## Promozione
Il primo singolo dell'album, Feel You, è stato pubblicato il 9 luglio 2015, insieme a un video musicale di accompagnamento. Il secondo singolo dell'album, Sea Calls Me Home, è stato pubblicato il 26 agosto 2015. Il video musicale per la canzone Silhouette è stato pubblicato il 18 novembre 2015, mentre il video musicale per Everytime Boots è stato pubblicato l'11 febbraio 2016.

## Tracce
1. Feel You – 4:08
2. Silhouette – 3:53
3. How Long? – 3:58
4. Lucette Stranded on the Island – 6:46
5. Sea Calls Me Home – 3:07
6. Night Song – 4:12
7. Everytime Boots – 3:28
8. Betsy on the Roof – 6:15
9. Vasquez – 6:37
10. Have You in My Wilderness – 3:36